# Ленгартсвілл (Пенсільванія)
Ленгартсвілл (англ. Lenhartsville) — місто (англ. borough) в США, в окрузі Беркс штату Пенсільванія. Населення — 180 осіб (2020).

## Географія
Ленгартсвілл розташований за координатами 40°34′27″ пн. ш. 75°53′25″ зх. д. / 40.57417° пн. ш. 75.89028° зх. д. (40.574147, -75.890358).  За даними Бюро перепису населення США в 2010 році місто мало площу 0,35 км², з яких 0,34 км² — суходіл та 0,01 км² — водойми.

## Демографія
Згідно з переписом 2010 року, у селищі мешкало 165 осіб у 71 домогосподарстві у складі 42 родин. Густота населення становила 469 осіб/км².  Було 80 помешкань (227/км²).
Расовий склад населення:
| - 95,8 % — білих - 1,2 % — азіатів - 1,8 % — осіб інших рас |

До двох чи більше рас належало 1,2 %. Частка іспаномовних становила 3,0 % від усіх жителів.
За віковим діапазоном населення розподілялося таким чином: 21,8 % — особи молодші 18 років, 54,6 % — особи у віці 18—64 років, 23,6 % — особи у віці 65 років та старші. Медіана віку мешканця становила 37,5 року. На 100 осіб жіночої статі у селищі припадало 108,9 чоловіків;  на 100 жінок у віці від 18 років та старших — 104,8 чоловіків також старших 18 років.
Середній дохід на одне домашнє господарство  становив 57 649 доларів США (медіана — 48 250), а середній дохід на одну сім'ю — 67 907 доларів (медіана — 53 438). За межею бідності перебувало 13,7 % осіб, у тому числі 35,1 % дітей у віці до 18 років та 0,0 % осіб у віці 65 років та старших.
Цивільне працевлаштоване населення становило 95 осіб. Основні галузі зайнятості: виробництво — 21,1 %, роздрібна торгівля — 15,8 %, мистецтво, розваги та відпочинок — 14,7 %, освіта, охорона здоров'я та соціальна допомога — 14,7 %.